# Nerzschweif als Handelsartikel

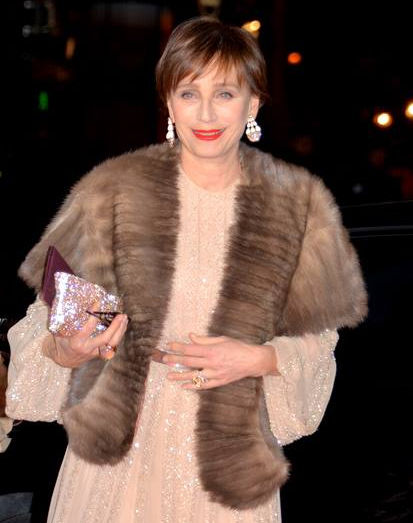
Nerzschweif-Capejäckchen, Kristin Scott Thomas (2016)

Nerzschweife als Handelsartikel sind Teile des Handelsartikels Nerzfell. Diese Schwänze werden in der Regel getrennt vom restlichen Fell zu Pelzprodukten verarbeitet, wie auch die Pfoten-, Kopf- und sonstige bei der Fellverarbeitung abfallenden Teile. Typische Nerzschweifprodukte sind konfektionierte Felltafeln, die weiter zu Mänteln, Jacken, Pelzstolas, Pelzinnenfuttern oder gelegentlich zu Pelzdecken weiterverarbeitet werden. Weitere übliche Erzeugnisse sind Pelzbesätze, Pelzmützen und Muffe. Aus einzelnen Schweifen oder Teilen davon werden Schlüssel- beziehungsweise Taschenanhänger, Anstecker und anderer Schmuck hergestellt.
Der Nerzschweif ist in seiner braunen Standardfarbe dunkler als die übrigen Körperteile und, auch bei allen Mutationsfarben, langhaariger, seine Haarstruktur verleiht ihm „eine besondere Schönheit“.

## Produkte, Geschichte

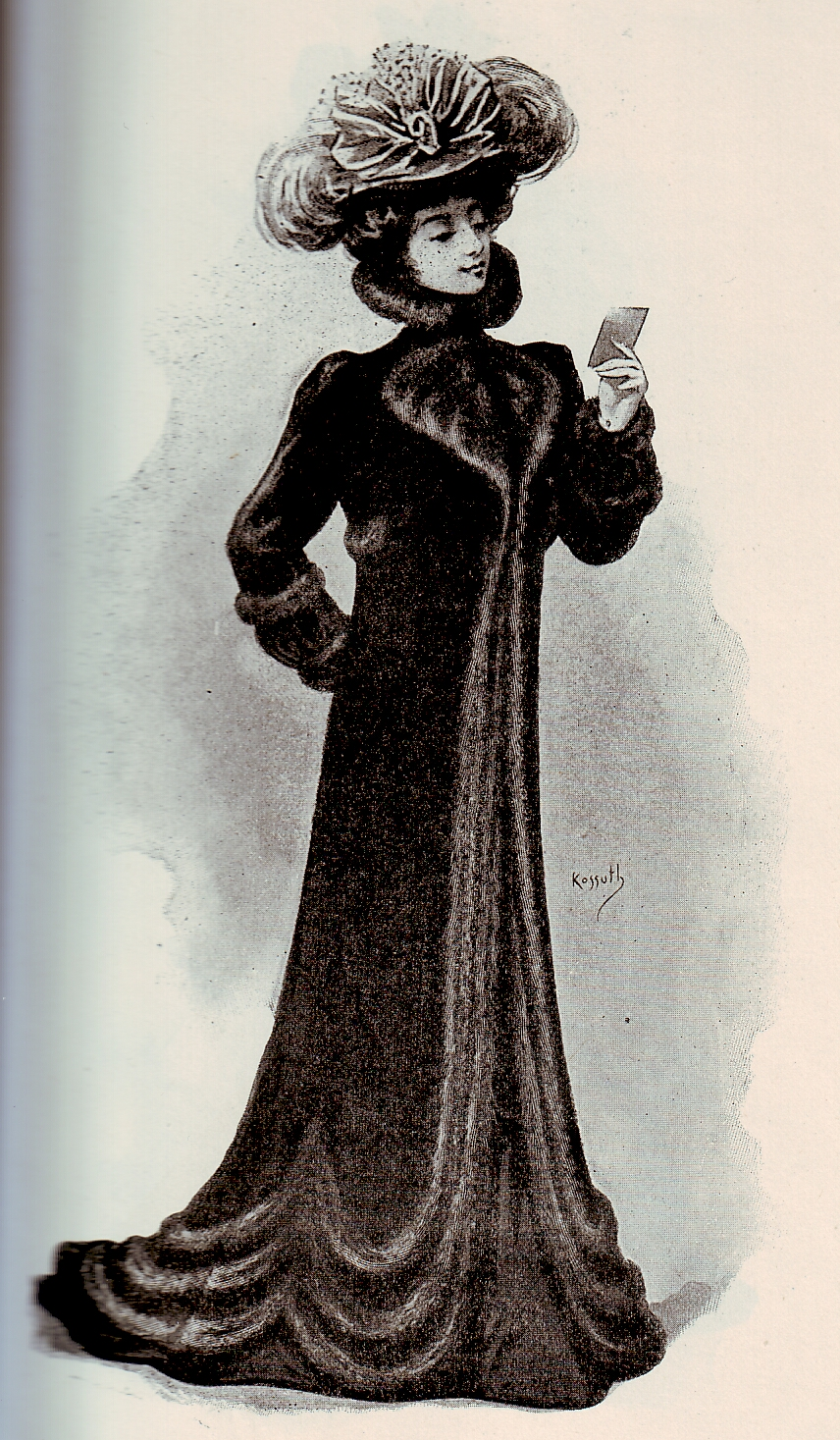
Alaskaseal-Mantel mit Nerzschweif-Applikationen (Revillon Frères, Weltausstellung Paris 1900)

Das Nerzfell taucht in der dokumentierten Geschichte der Bekleidung erst spät auf. Eine regelrechte Nerzmode entstand unter der Verwendung der Felle des nordamerikanischen Nerzes, des Minks, erst kurz vor Beginn des 20. Jahrhunderts, mit einem Höhepunkt in der zweiten Hälfte.
Im Jahr 1682 fand der Kürschnermeister Melchior Beringer aus Aalen mit „Nestern“, Hauben aus Nerzfell, Erwähnung. Die Nutzung des Nerzfells für Innenfutter, Kragen und Verbrämungen seit dem Mittelalter kann eigentlich nur vermutet werden, ausdrücklich genannt wird der Nerz für die Zeit nach 1830, einer wieder aufgekommenen Epoche der Herreninnenpelze, und für 1858 für Verbrämungen an Plüsch- und Samtmänteln. Aber bereits 1851 wurde erwähnt, das nordamerikanische Nerzfelle in immenser Zahl verarbeitet wurden, hauptsächlich für Damenkleidung. Die Dominanz der Nerzjacke und des Nerzmantels in der Pelzmode der letzten Jahrzehnte begann um 1870, nach der Erfindung der Pelznähmaschine.
Der bürgerliche Kürschner auf der Kärntnerstraße der Stadt Wien, Joh. Menda, berechnete 1870 für „Ihre Durchlaucht der Frau regierenden Fürstin zu Schwarze“ unter anderem: „4 2/3 Ell. Nerzschweif-Verbrämung à 4,- fl. und diese Verbrämung mit Taffet besetzt“. Fellreste werden üblicherweise nach Gewicht gehandelt, die Schweife bei entsprechender Nachfrage auch per Stück. In einem österreichischen Handelsbericht über das Geschäftsjahr 1892 wurde berichtet, das Nerzschweife in jenem Jahr einen sehr begehrten Artikel darstellten, der eine enorme Preissteigerung erfuhr, „so dass dieses unansehnliche Pelzstreifchen von 15 Centimter Länge und 2 Centimeter Breite mit 60 bis 70 kr. bezahlt wurde und nicht in genügender Menge aufzutreiben war“, eine Entwicklung, die auch die folgenden Jahre anhielt. Selbst aus Amerika, dem Hauptlieferanten der Nerzfelle, trafen nennenswerte Bestellungen am Pelzmarkt Leipzig ein. Die Gründe für die Knappheit und den hohen Preis lassen sich an dem nebenstehend abgebildeten Mantel mit großzügiger Schweifgarnierung der Pariser Firma Revillon Frères, ausgestellt auf der Weltausstellung Paris 1900, erahnen. Gleichzeitig zeigte Revillon eine Decke aus 22.000 Nerzschweifen, „mit feinem Leder galloniert und mit der Maschiene genäht“. Die schöne und exakte Arbeit unter Verwendung der einige Jahre zuvor erfundenen Pelznähmaschine erregte „allseitige Bewunderung“.
Die bei der Verarbeitung zu Pelzbekleidung abfallenden Stücken werden in der Regel ebenfalls sämtlich verwertet, soweit das Lohnniveau es wirtschaftlich möglich macht, geschieht dies im Land der Herstellung des Pelzes. Ansonsten wurden die Fellreste bis Ende des 20. Jahrhunderts aus Mitteleuropa und Nordamerika zum größten Teil in das griechische Pelzverarbeitungszentrum Kastoria exportiert, in geringerem Umfang auch noch heute, mit Stand 2024. Kastoria und der naheliegende Ort Siatista bilden traditionell das Weltzentrum der Pelzresteverwertung. Seit den 1960er Jahren begannen die dortigen Pelznäher ihr Arbeitsgebiet auf die Fellverarbeitung auszuweiten. Der Mode entsprechend, insbesondere während des Booms von Pelzbekleidung in der Bundesrepublik, erhielten sie im Lohnauftrag hauptsächlich Nerzfelle von den Konfektionären, die Pelzreste bildeten üblicherweise regelmäßig einen Teil des Betriebseinkommens. Nerzschweife fielen kaum an, sie waren meist schon in den betreffenden Ländern abgeschnitten worden, wo sie vor allem zu Kragen und Hüten verarbeitet wurden. Die ehemals so beliebten Nerzkolliers, die Kragen in Tierform, wurden selbstverständlich mit den Schweifen getragen.
In den USA meinte man 1894 in Fachkreisen, dass für eine Frau, die sparsam sein muss, der Preis für einen Muff oder Kragen aus Nerz- oder Zobelschweifen bereits etwas abschreckend sei. Die Nerzschweife waren jedenfalls so knapp und teuer, dass es sich lohnte, Imitationen aus anderen Fellarten herzustellen. 1909 hieß es, dass sich von den in Deutschland hergestellten Imitationen, neben anderen, nachgemachte „Nerz und Nerzschweife auf Murmel“ eines besonderen Rufes erfreuen.
Im Jahr 1928 stand in einem Fachbuch: „Nerzschweifchen werden als Verzierung für Stolen verwendet. Auch als Garnierung von Mänteln, Capes und Kleidungsstücken kommen sie in Betracht“. In den USA hieß es zu dieser Zeit: „Nerzschweife sind kein beliebtes Accessoire zum heutigen Pelzkleidungsstil. Manchmal werden sie zu Stoffbesätzen für Mäntel zusammengenäht, aber bisher war dieser Artikel nicht von großer Bedeutung. Auf den europäischen Märkten werden sie jedoch für Innenfutter und Kleidung verwendet.“
Mit dem Rückgang der Pelzmode gegen Ende des 20. Jahrhunderts und dem Rückgang der besonders in der Kritik stehenden Pelztierzucht verringerte sich entsprechend der Anfall der Nerzschweife.

## Verarbeitungstechniken
Die Nerzschweife werden bei der Verarbeitung durch eingesetzte Lederstreifen vergrößert, wobei sich das sehr dichte Haar auflockert. Sie werden zu Pelzhalbfabrikaten verarbeitet, sogenannten Bodys, zur Weiterverarbeitung zu Mäntel und Jacken. In der zweiten Hälfte des 20. Jahrhunderts waren Bubikragen und Kappen aus dem Material, ebenfalls mit zwischengenähten Ledergalons, sehr in Mode. Nerzschweife eignen sich aufgrund der Haarstruktur mit den herausragenden Grannenhaaren besonders zur Herstellung von Schmuckaccessoires. Durch die Nerzzucht entstanden seit den 1930er Jahren sehr viele neue Naturfarben und Farbvariationen, die teils zusätzlich auch auf sogenannte Fantasiefarben eingefärbt werden können. Bis lange nach dem Zweiten Weltkrieg hielt eine Mode der Damenkopfbedeckungen aus Pelz an. Die Verwendung der Fellschwänze fand ihre Fortsetzung in den Nerzschweifkappen, passend zu den entsprechenden kleinen Nerzschweifkragen.
Mit der vor 1990 entwickelten Flechttechnik für Felle wurden nach 2000 auch Accessoires aus Nerz und Nerzschweifen wieder aktuell. Unter anderem gab es Schals, Pelzstolen und Westen, die sich durch eine neuartige, den Strickwaren ähnliche, fließende Optik auszeichnen. Das Deutsche Pelz-Institut empfahl im Jahr 2005: „Falls Ihnen noch ein kleiner Sommerpelz fehlt, lassen Sie sich doch einfach aus ‚Omas Pelz‘ vom Kürschner ein modisches Highlight arbeiten, z. B. Pelzpuschelchen auf Chiffon- oder Pashmina-Schal oder ein sommerleicht-wärmendes Gitternetz aus Nerzschweifen.“

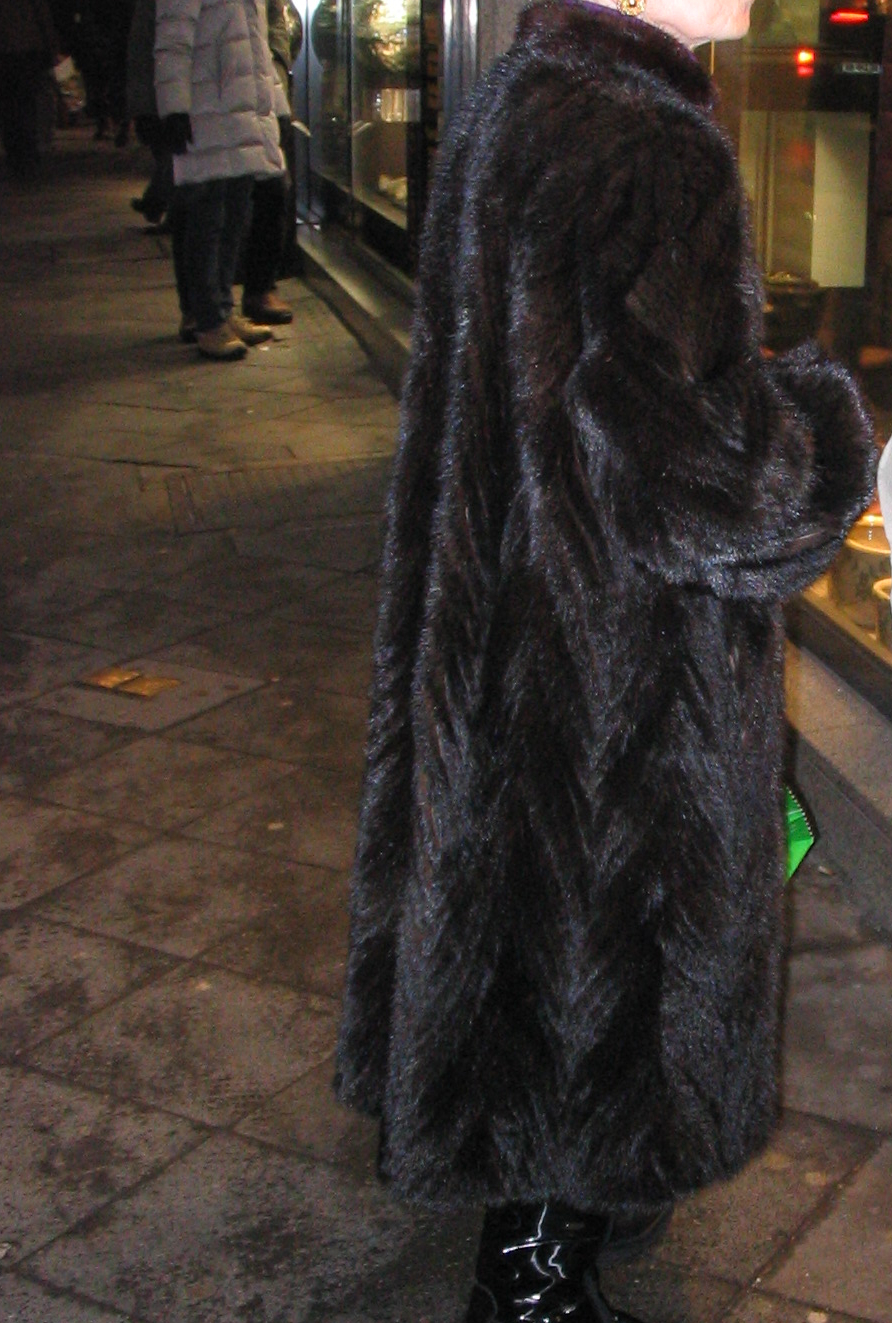
Nerzschweifmantel (2010)
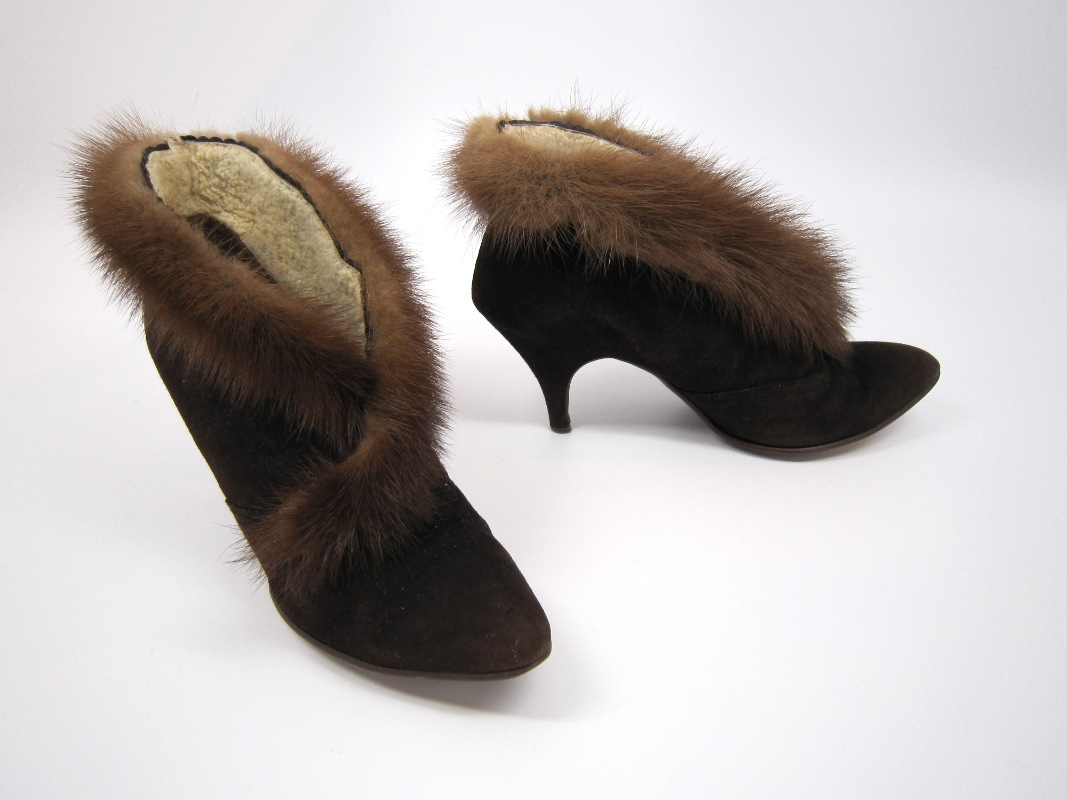
Mit Lammfell gefütterte, nerzschweifverbrämte Pumps, erworben bei Dayton’s, Saint Paul (Minnesota), 1960er-1963er Jahre (Schuhsammlung Minnesota Historical Society)
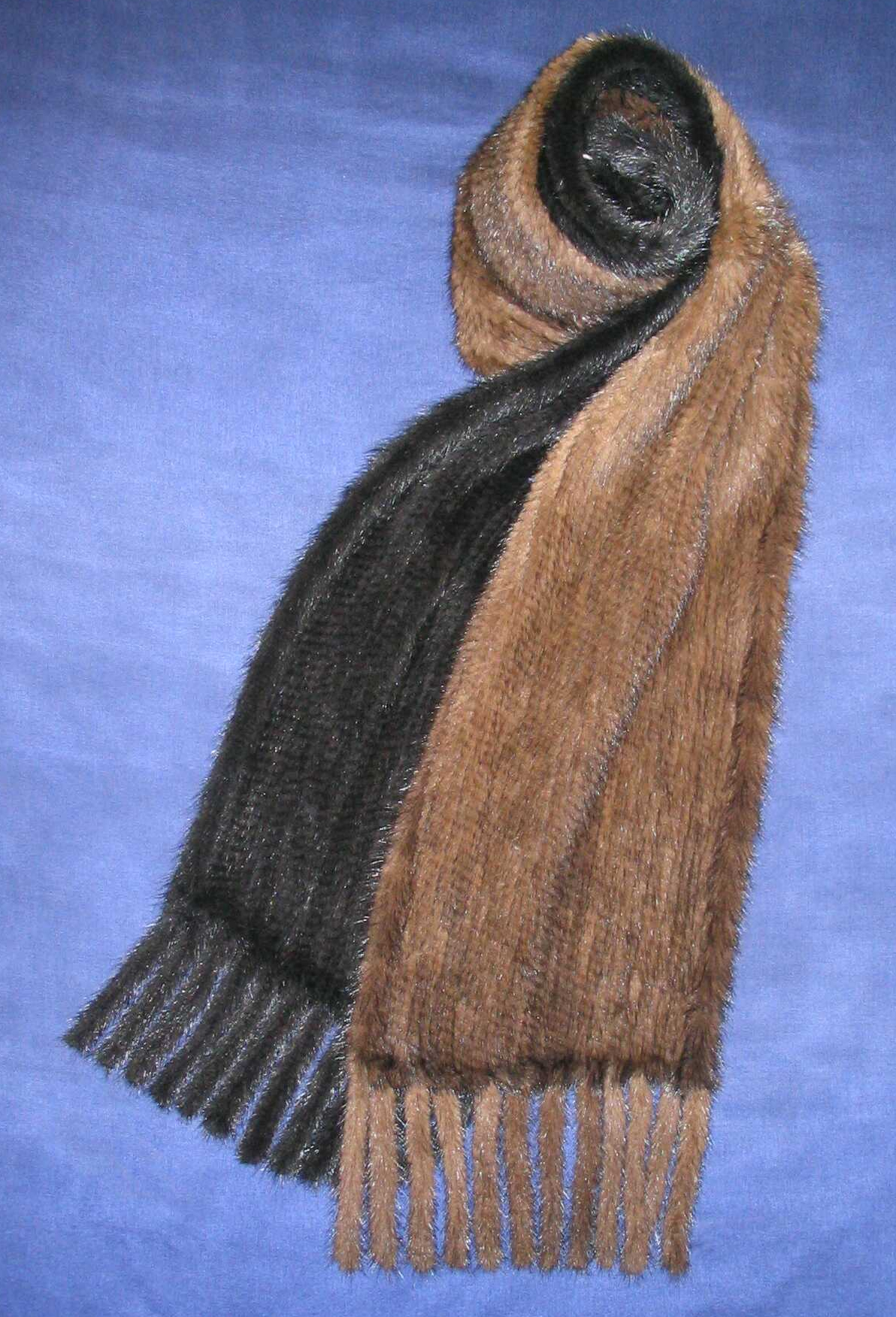
Zwei geflochtene Schals aus Nerzschweif-Streifchen (China, 2008)
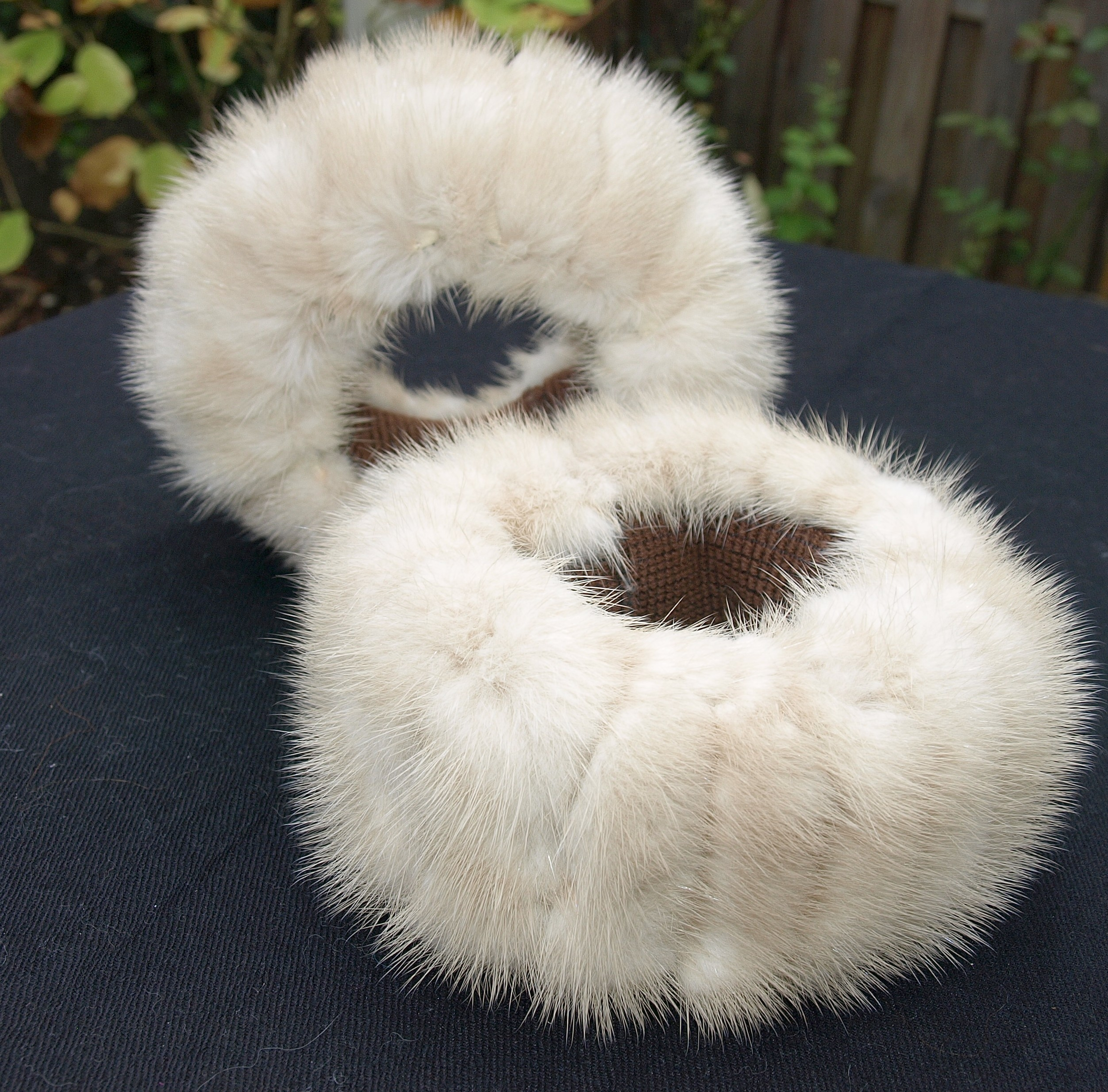
Pearl Nerzschweif-Ärmelbündchen (2008)
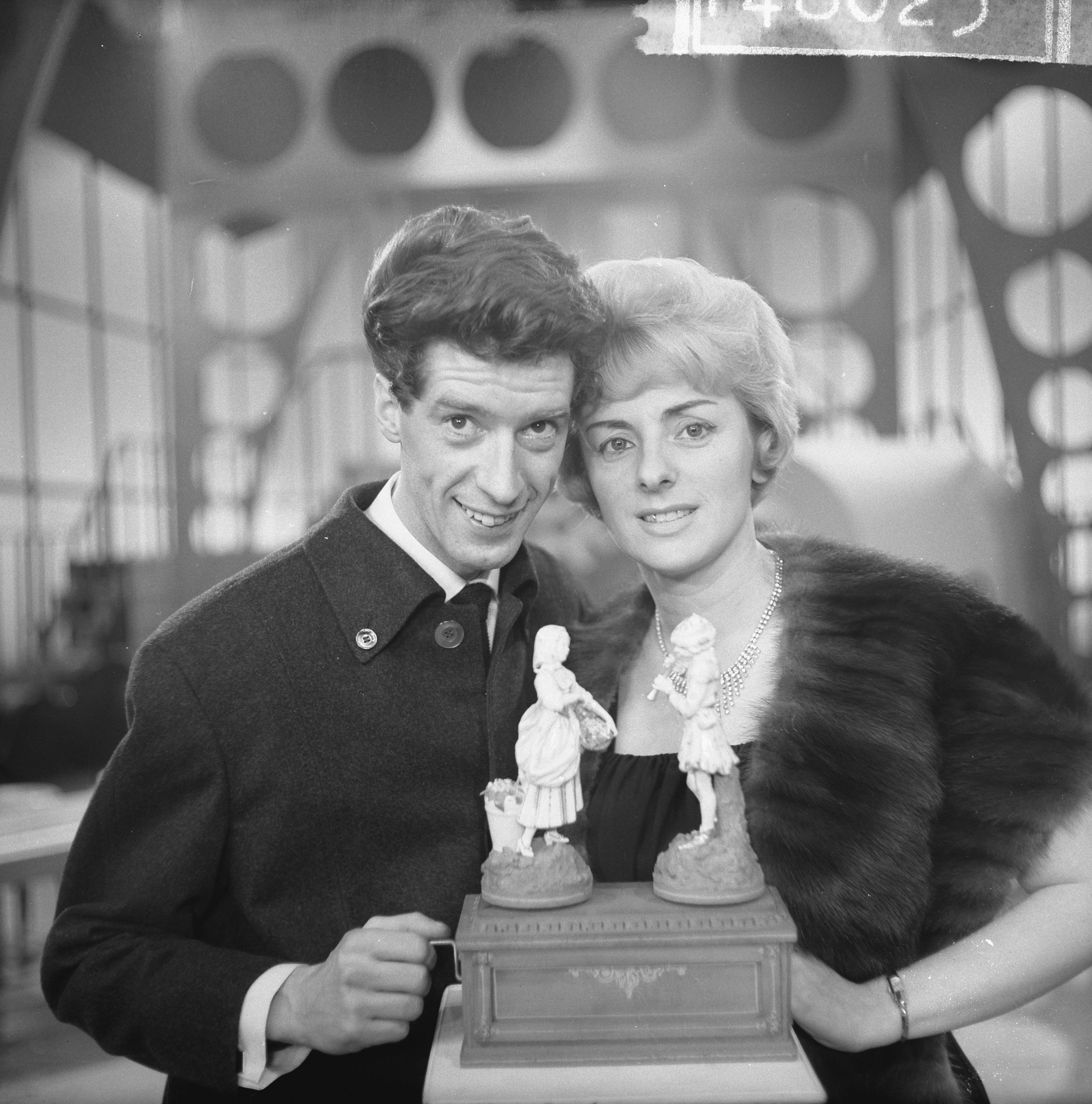
Annie Palmen mit Nerzschweifcape, sowie Rudi Carrell (1963)

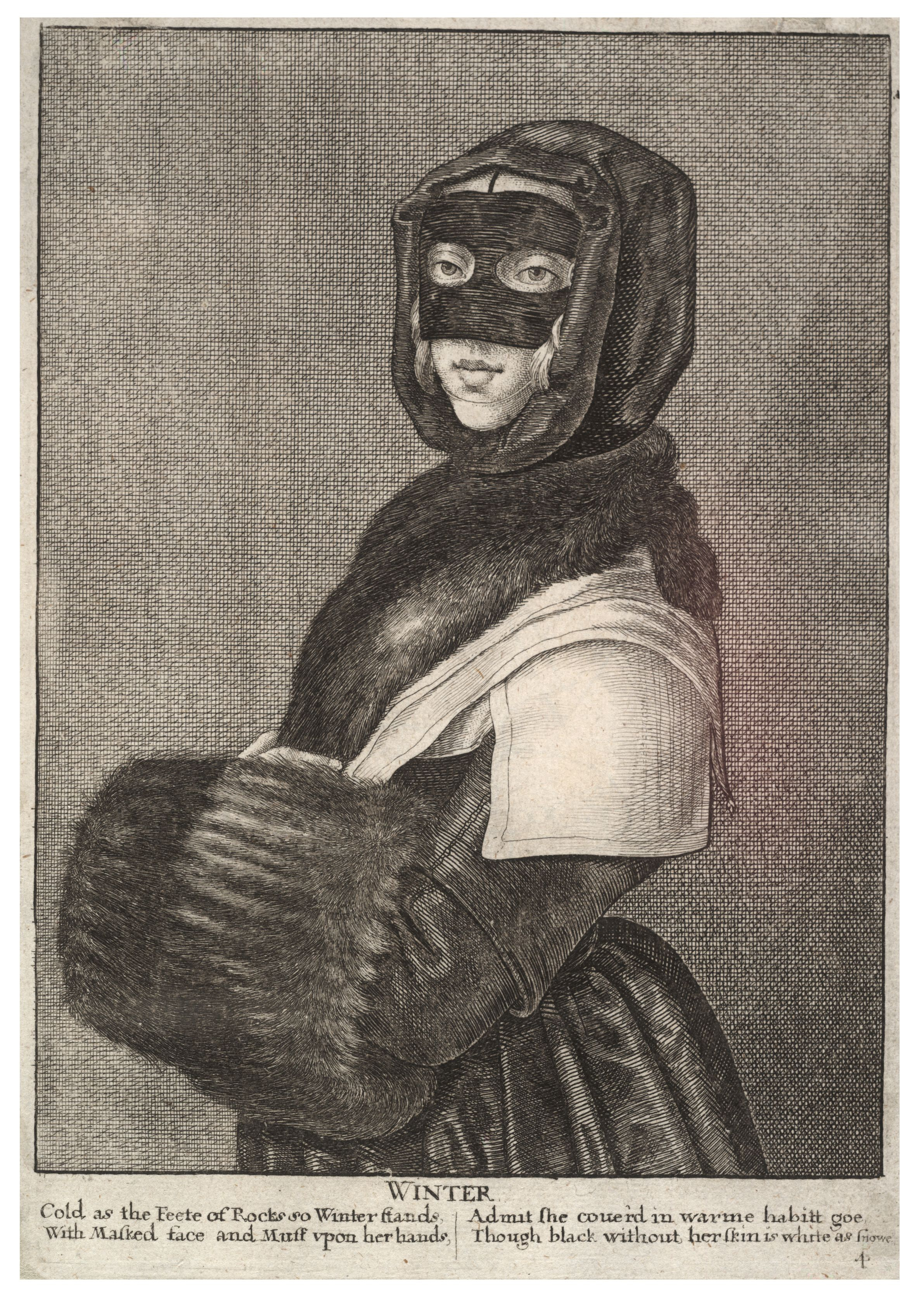
Muff aus Nerz- oder Marderschwifen (Wenzel Hollar (1607–1677))
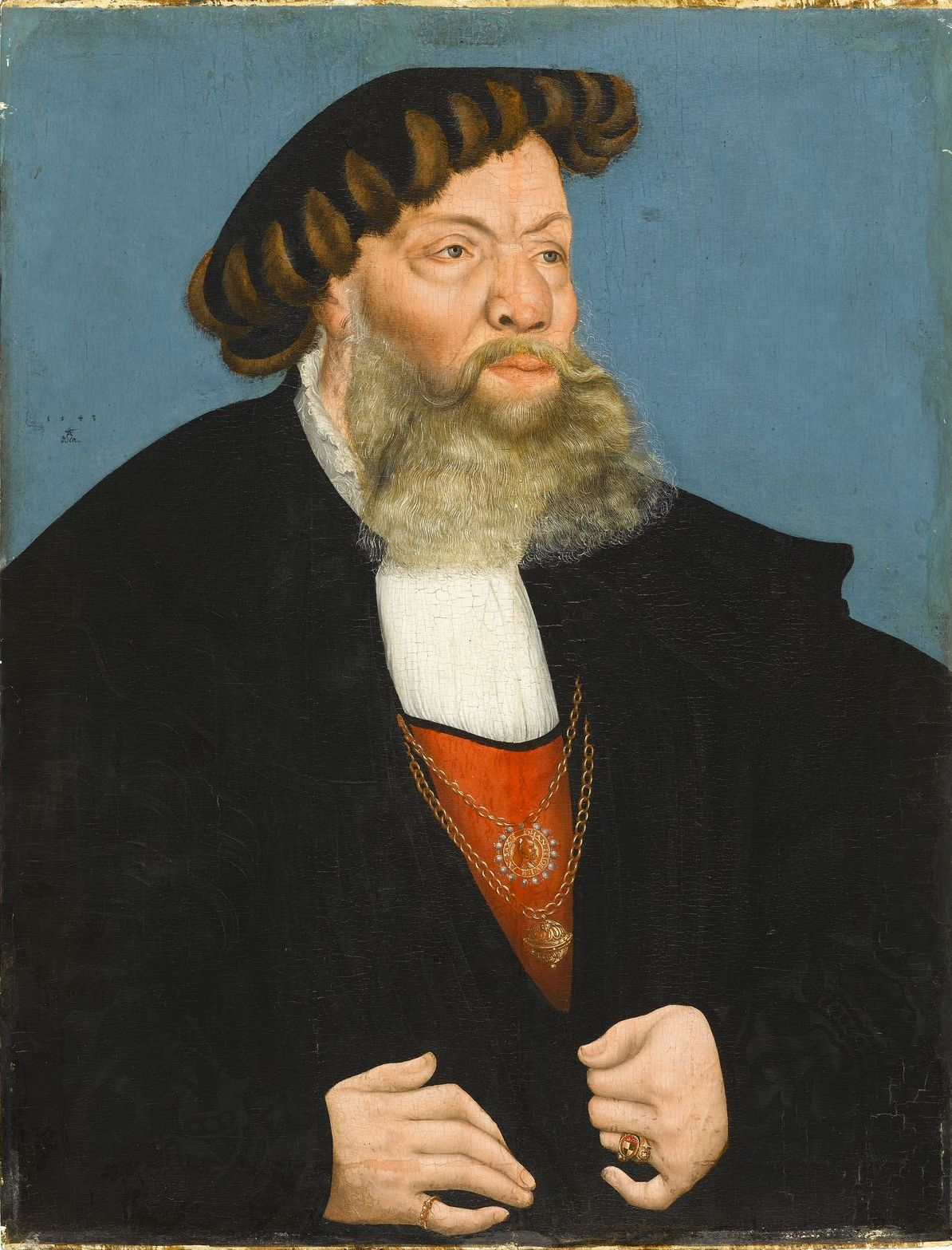
Jobst van Hayn mit nerzschweifgarniertem Barett (Lucas Cranach der Jüngere, 1543)
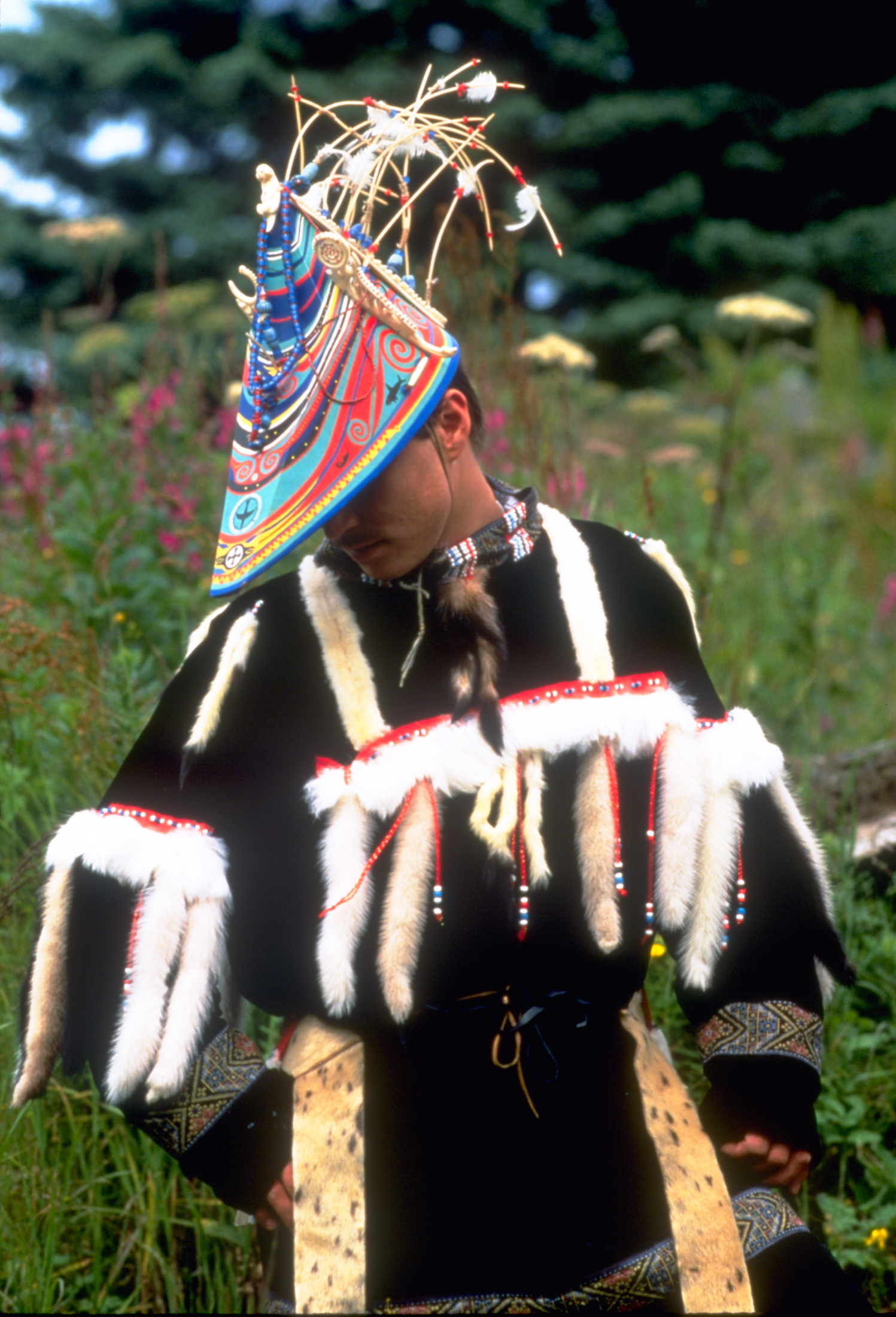
Kostüm mit Nerzschweifen eines Tänzers der Alutiiq, „Westliche Eskimos“ der Aleuten-Inseln (vor 2006)

## Kunst
- Ein Beispiel für Nerzschweife in der Kunst mit Pelz ist die im Düsseldorfer K 20 ausgestellte Venus mit Schubladen (1936/1946) von Salvador Dalí, ein Bronzeguss in gipsartiger Fassung mit Pompon-Griffen aus Nerzschweifen.[16][17]

- Die Deutsche Kinemathek in Berlin verwahrt in der Marlene-Dietrich-Collection ein Paar 65 cm lange, extravagante Wollhandschuhe, an denen Enden sich im oberen Bereich jeweils acht Querstreifen aus dunkelbraunen Nerzschweifen befinden. Zu den vom New Yorker Modisten Frederics entworfenen und von der John-Frederics, Inc. (John P. John und Frederick Hirst) zwischen 1940 und 1949 für die Dietrich hergestellten Handschuhen gehört ein Paar mit Nerzschweifen verbrämte hochhackige Stiefeletten.[18][19]

- Ursula Schulze Bluhm (1921–1999), Künstlername „Ursula“, deren Schwerpunkt Arbeiten mit Pelz waren, verwendete in einigen ihrer Werke Nerzschweife.

Kunstinstallation mit Nerzschweifen (Nina Stähli, 2015)
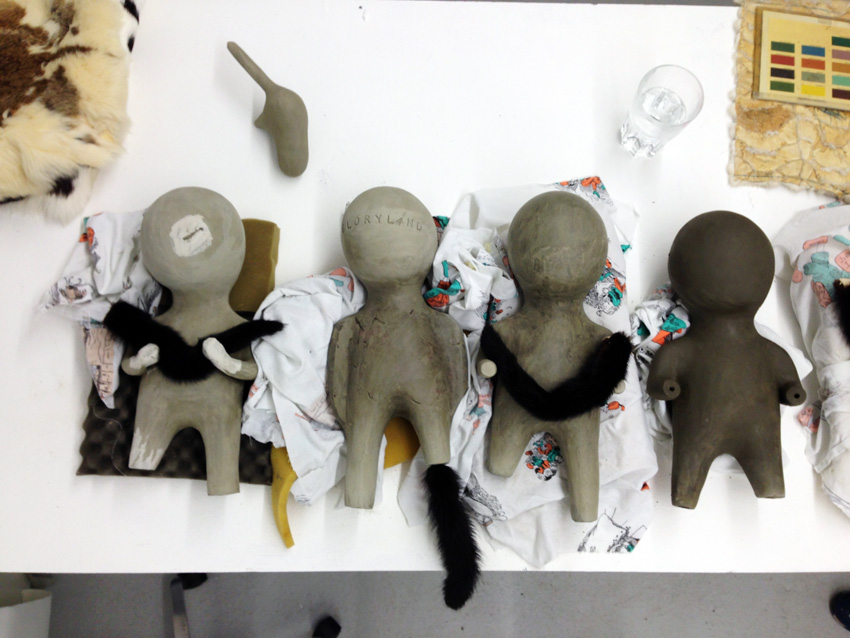
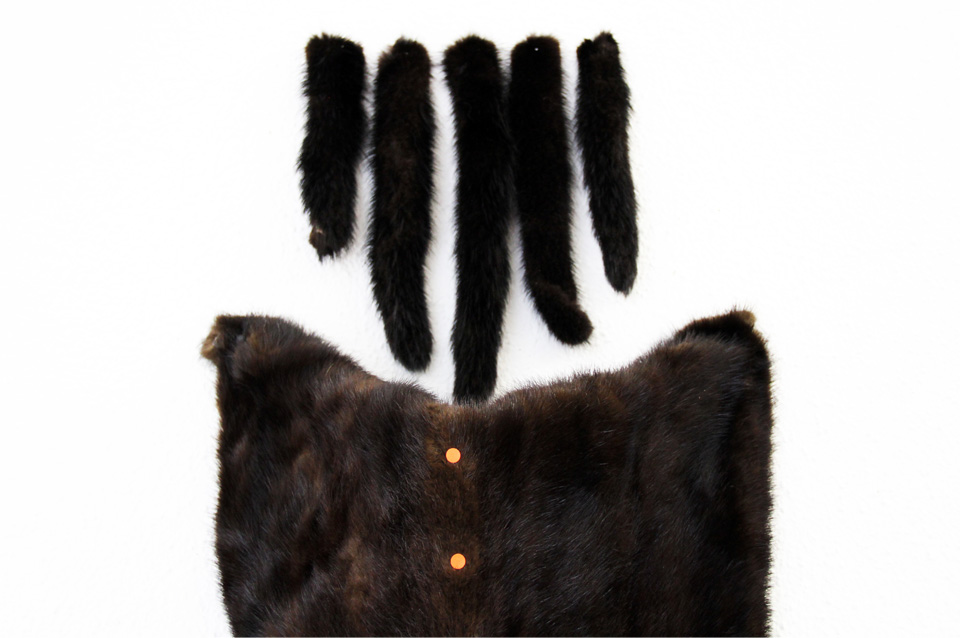

## Verarbeitung
Fellschweife werden, schon weil sie sich sehr vom Fell unterscheiden, nur selten mit dem Pelz mitverarbeitet. Sie weichen regelmäßig vom übrigen Fell in der Haarlänge und Haarfarbe ab, das gilt auch für den dunkelfarbigeren, langhaarigeren Nerzschweif mit besonders dichtem Unterhaar. Die deutlich über das Wollhaar hinausragenden Grannenhaare ergeben, insbesondere beim Rundziehen zu kleinen Pompons, bei kleinen Schmuckstücken, wie beispielsweise Ohranhängern, sehr attraktive Effekte.
Als Galon werden in der Kürschnerei schmale Leder- oder Stoffstreifen bezeichnet, die, in die Felle eingenäht, diese vergrößern. Immer galoniert werden Nerzschweife mit Ledergalons, wenn sie zur Weiterverarbeitung zu Tafeln, sogenannten Bodys, verarbeitet werden. Aber auch bei Kragen, Kopfbedeckungen, Muffen und Ähnlichem werden immer Galons mitverarbeitet. Das spart nicht nur Fellmaterial und lockert das Haar auf, sondern hilft gleichzeitig die zum Ende hin schmaler werdende Form der Schweife auf ein dem Schnittmuster angepasstes Maß zu bringen.

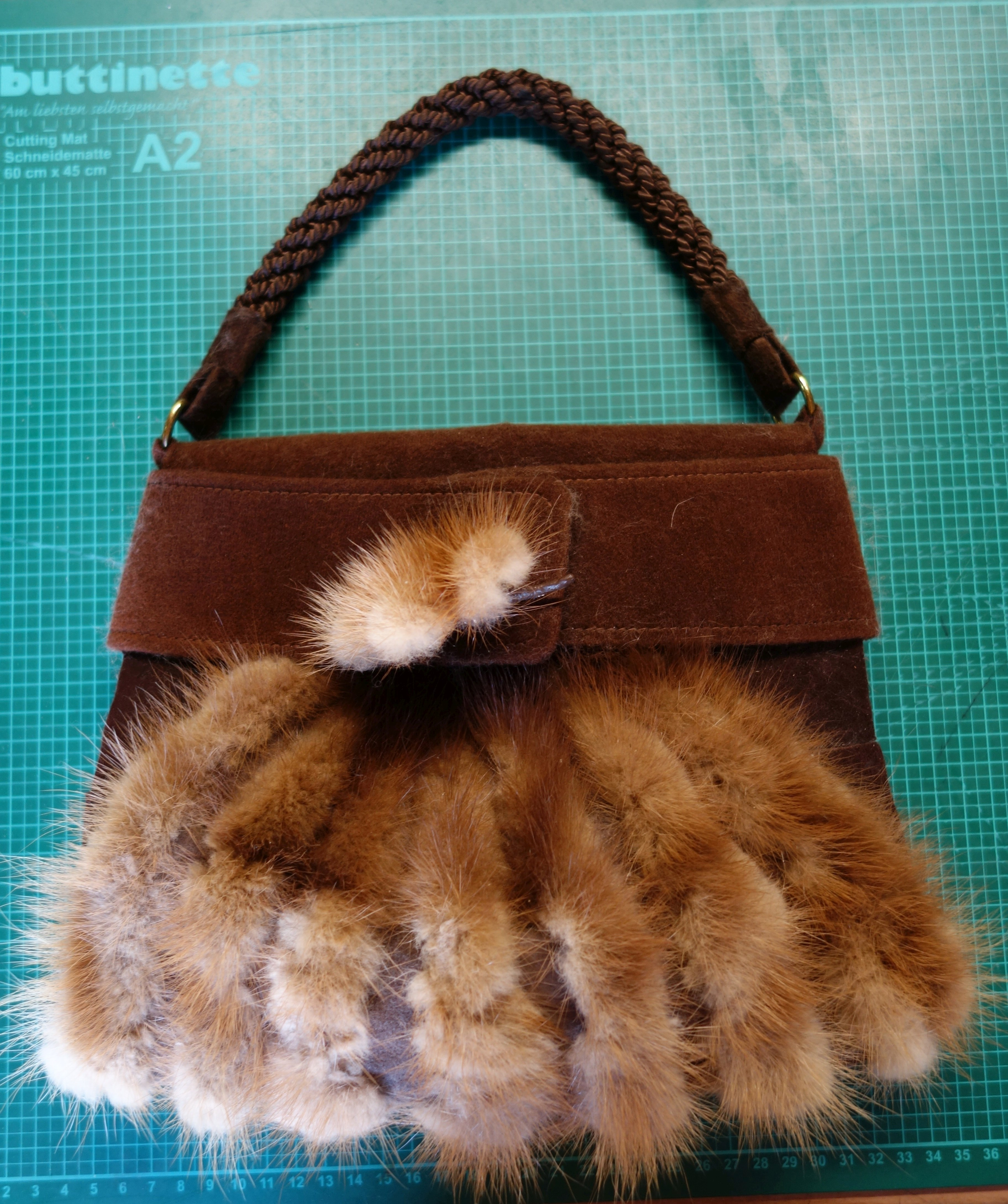
Alte Mufftasche mit Nerzschweifbesatz (Sammlung Udo Meinelt & Söhne)
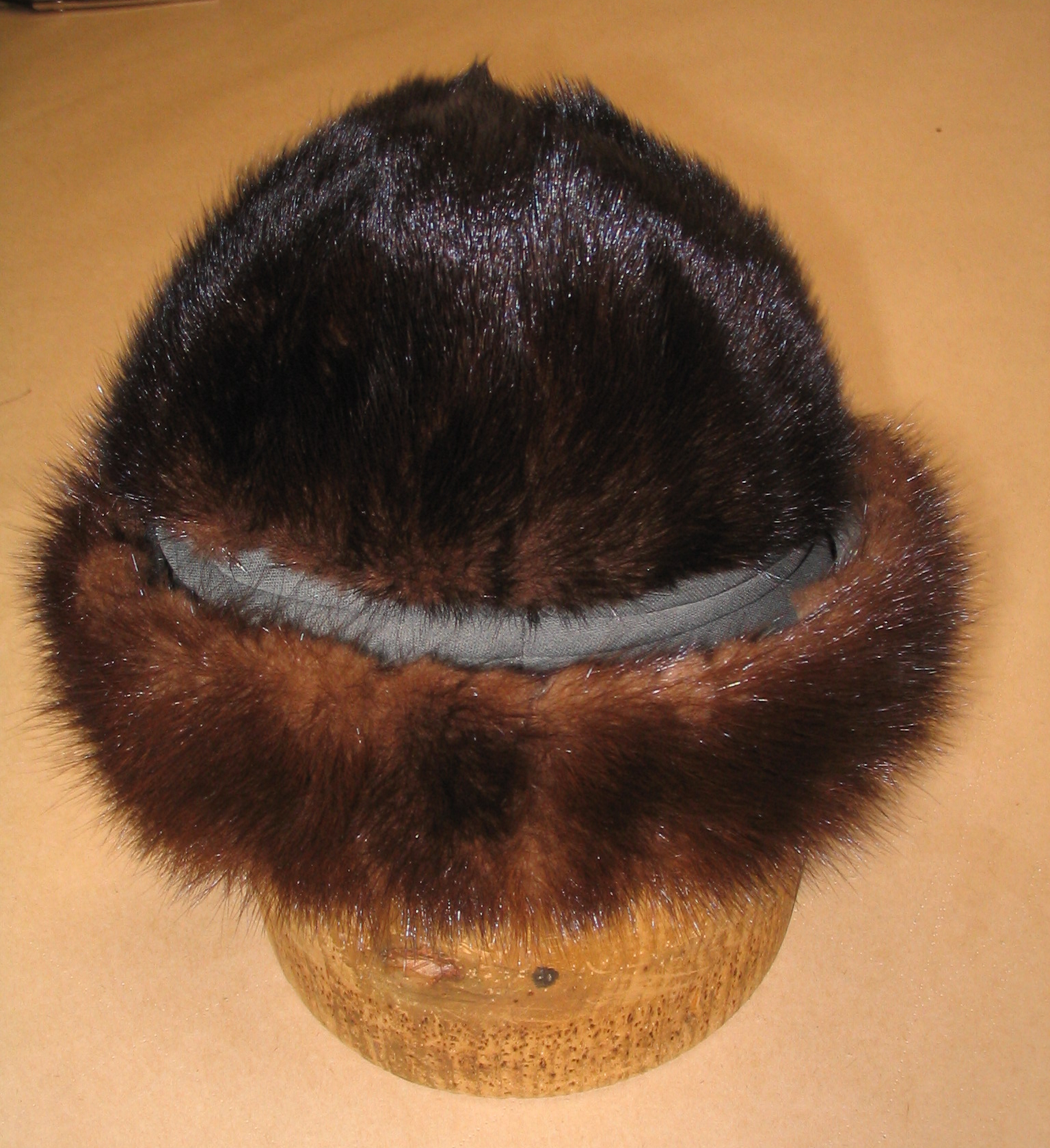
Alte Nerzschweifkappe auf einem Muffblock (ca. 1960er Jahre)
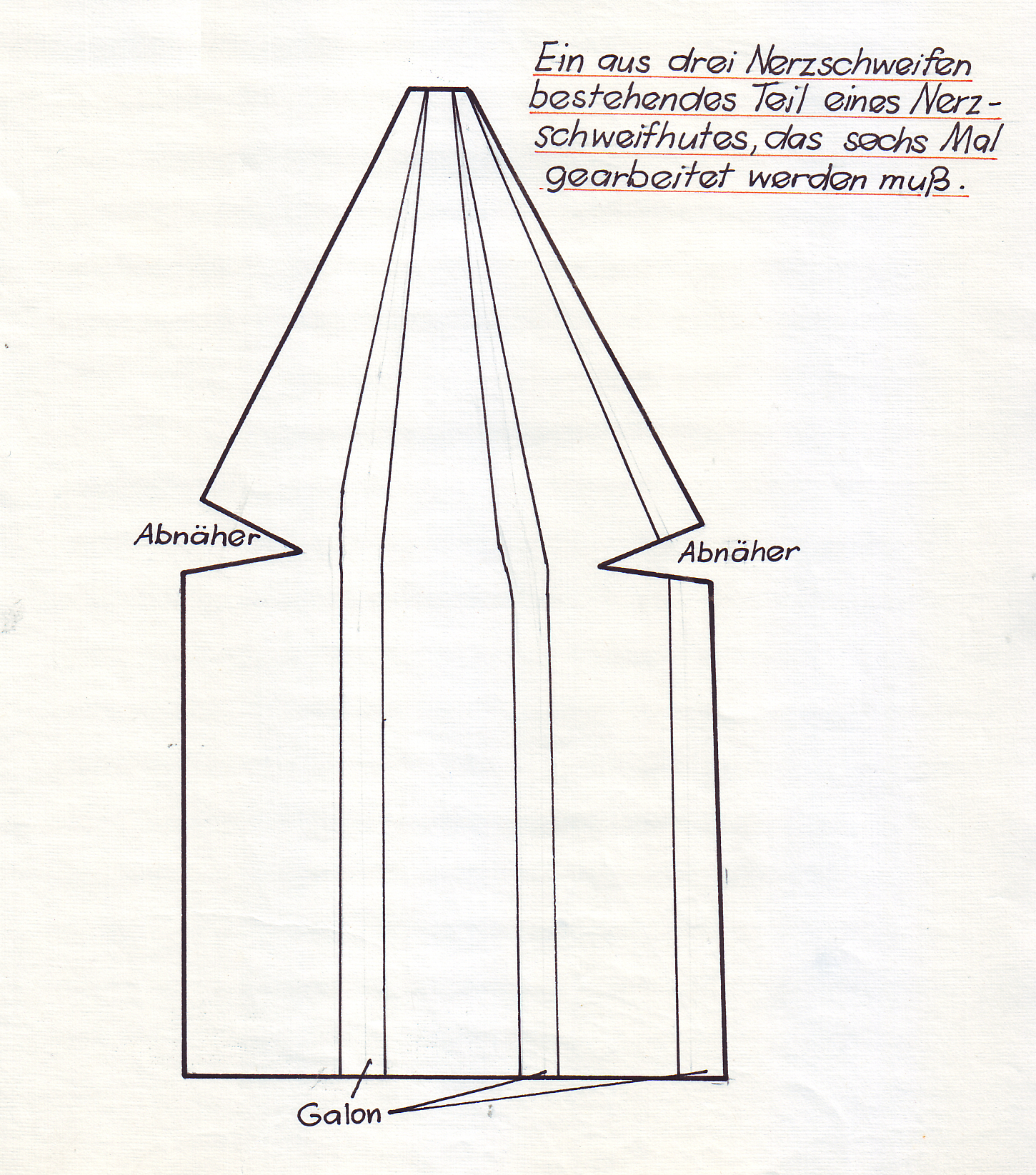
Schnittmuster für eine aus drei solcher Teile zu arbeitende Nerzschweifkappe (Otto Bennewitz)
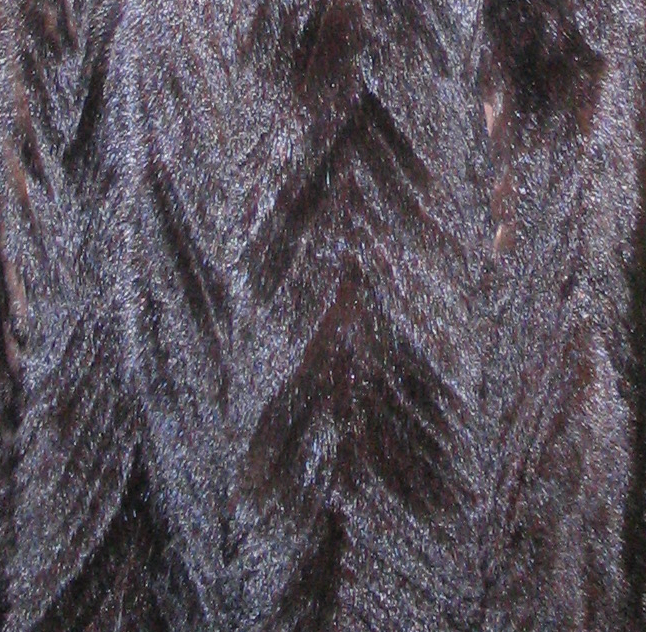
Ausschnittfoto eines bereits etwas abgetragenen, 34 Jahre alten Nerzschweifmantels

### Wildnerz-Schweifverarbeitung um 1895

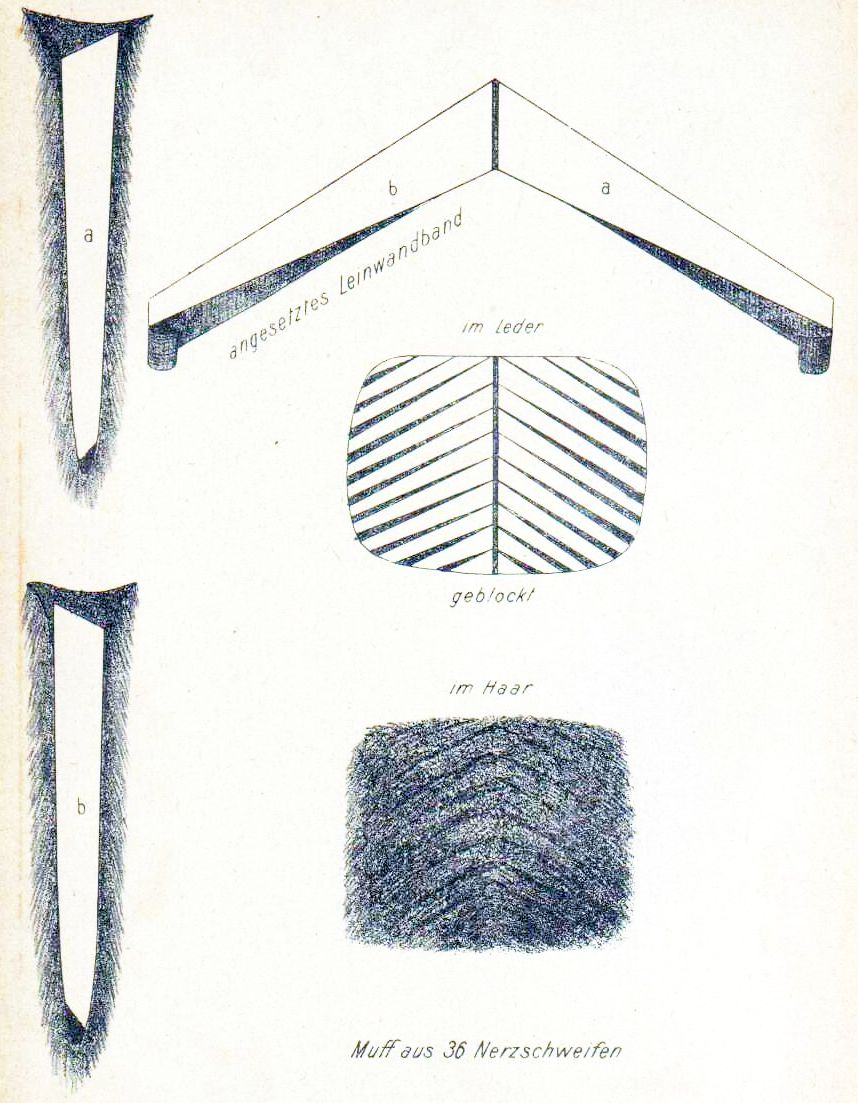
Tafel 75: „Muff aus 36 Nerzschweifen“

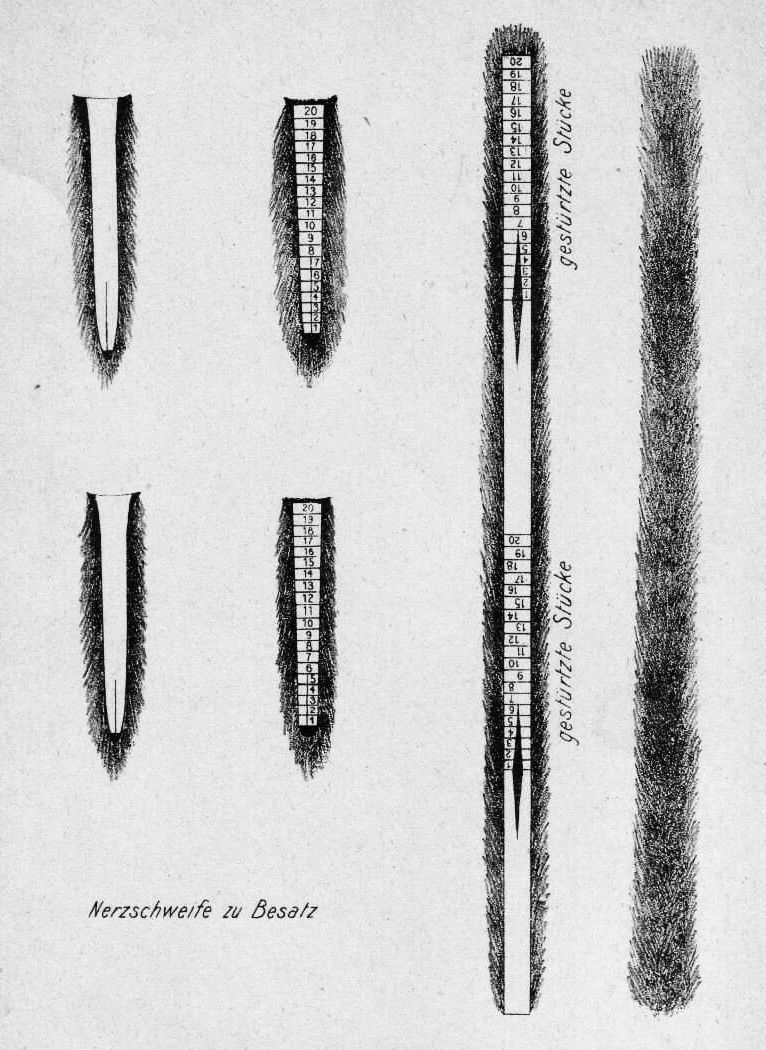
Tafel 76: „Nerzschweife zu Besatz“

Einen Überblick über den Stand der Nerzschweifverarbeitung im Jahr 1895 gab der Kürschner Heinrich Hanicke, aufgebaut auf einem Werk, dass er zusammen mit seinem Berufskollegen B. Klette 1883 herausgegeben hat.

„Was die Abfälle von Nerz anbelangt, so findet, wie bei Marder oder Zobel alles davon noch entsprechende Verwertung. So gibt die Tafel 75 eine sehr schöne Verwendung der Schweife zu einem Muff (nach Zinober-Crefeld). Die Schweife sind schräg gelegt, an der Wurzel zusammen verbunden und an den Spitzen galoniert. Früher spaltete man auch noch die Spitzen, um die erforderliche Breite wegen nochmals Galonen einzuführen, da man aber neuerdings die Müffe blockt, so ist diese Arbeit überflüssig, und es genügen die einfachen Galons, welche da beginnen, wo der Schweif anfängt, schmaler zu werden. Das Sortiment erfordert viele Schweife in Paaren und alsdann die Paare wieder so, daß die dunkelsten in die Mitte kommen und nun allmählich unten und oben hellere, so daß sich die hellsten bei der Schlußnaht treffen.
Kragen aus Nerzschweifen werden seltener hergestellt, es sei denn, daß ein Mantel mit Nerzschweifen besetzt, einen vollen Kragen aus diesem Material bekommen soll. Es lassen sich Kragen aus Nerzschweifen nach drei verschiedenen Methoden herstellen. Erstens, indem man die Spitzen alle nach unten laufen läßt, zweitens umgekehrt die Schwanzwurzel nach unten, und drittens so, daß die Schweife von der Achsel aus nach vorn und hinten laufen. Die erstere Art ist die bevorzugte, nur ist dabei, um unten die Weite zu erzielen, notwendig, daß die Spitzen der Schweife 1–2 mal gespalten werden, damit Galonen nicht nur neben, sondern auch zwischen die Schweife gesetzt werden können. Kommen die Spitzen nach oben, so hat der Schweif schon eine solche Form, daß wenig Galonen nötig sein werden. Die dritte Art, daß sich die Schweife von der Achsel aus teilen, wird auch den Spitzen zu stets Galonen erfordern und je nach Façon auch neben und zwischen den Schweifen. Mehr als zu Kragen werden Nerzschweife zu Besatz verwendet und sowohl einfach, wie mehrfach nebeneinander laufend, verarbeitet. Am meisten dürften dieselben aber als sogenannte „Rolle“ oder Einfassung Verwendung finden; es wurde zu diesem Zweck einfach immer einer auf den anderen gesetzt. Man fand aber, daß die dunkle Spitze auf die hellere Schweifwurzel nicht immer Anklang fand, und so entschloß man sich denn, einen Schweif einer solchen Bordure ganz zu lassen und den nächsten immer in kleine Stückchen zu schneiden, so daß die Spitze wieder an die Spitze des nächsten Schweifes zu stehen kam und doch im Haarstrich sich nicht gegeneinander stieß, sondern laufenden Besatz darstellte, wie Abbildung Tafel 76 veranschaulichen wird. Ist diese Arbeit auch sehr mühsam, so befriedigt sie doch, wenn schön ausgeführt, das Auge ungemein und erhöht den Wert eines solchen Besatzes. In die Spitzen der Schweife müssen, des gleich breiten Aussehens wegen, noch kleine Galonen in Keilform eingesetzt werden. (Siehe die Zeichnung.)“

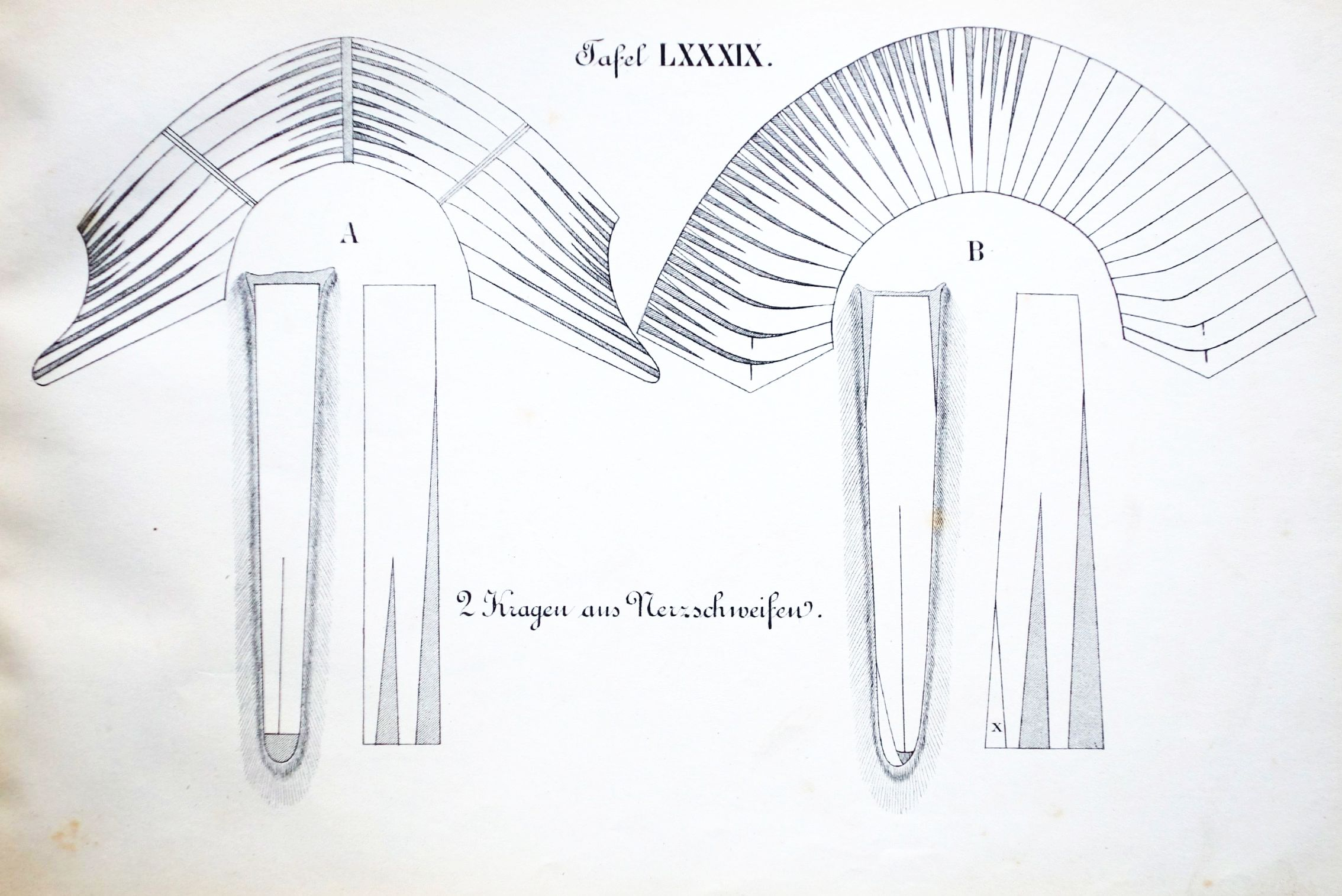
Arbeitsanleitung für zwei Kragen aus Nerzschweifen (1883)